# Limbo (videójáték)
A Limbo egy puzzle-platform videójáték, amit a független Playdead stúdió fejlesztett ki, eredetileg pedig a Microsoft Game Studios adta ki az Xbox 360 konzolra. A játék debütált 2010 júliusában az Xbox Live Arcade platformon, és azóta a Playdead adaptálta más rendszerekre is, beleértve a PlayStation 3-at, Linuxot és a Microsoft Windows-t. A Limbo egy 2D oldalnézetű görgetős játék, mely egy saját fizikai rendszert alkalmaz a környezeti objektumok és a játékos karakter mozgásának szabályozására. A játékos egy névtelen fiút irányít veszélyes környezeteken és csapdákon át, miközben nővérét keresi. A fejlesztő a játék rejtvényeit úgy tervezte, hogy a játékos először kudarcot valljon, mielőtt megtalálja a helyes megoldást. A Playdead a játékstílust "próbálkozás és halál"-nak nevezi, és borzongató képeket alkalmaz a fiú haláláról, hogy elterelje a játékos figyelmét a megvalósíthatatlan megoldásoktól.
A játék fekete-fehér árnyalatokkal, világítással, filmhatásokkal és minimális környezeti hangokkal rendelkezik, hogy kísérteties atmoszférát teremtsen, ami gyakran kapcsolódik a horror műfajhoz. Az újságírók elismeréssel szóltak a sötét prezentációról, és a művet a film noir és a német expresszionizmus stílusához hasonlították. Esztétikája alapján a recenzensek a Limbót a videojátékok művészeti formáiként említették.
A Limbo elnyerte a kritikusok elismerését, de minimális cselekménye miatt néhány kritikus kifogásolta; néhányan úgy vélték, hogy a nyílt végű történet mélyebb jelentéssel bír, ami jól illeszkedik a játék mechanikájához, míg mások szerint a hiányzó jelentős cselekmény és a váratlan befejezés rontja a játékélményt. A kritikusok gyakran kifogásolták, hogy a játék magas ára elriaszthatja a játékosokat, figyelembe véve a rövid játékmenetet, bár egyesek szerint a Limbo ideális hosszúságú. A játékot a minden idők legjobb játékai közé sorolták.
A Limbo 2010-ben az Xbox Live Arcade szolgáltatás harmadik legtöbbet eladott játéka volt, mintegy 7,5 millió dollár bevételt generálva. Megjelenése után számos iparági csoport díját nyerte el, és több kiadvány is a 2010-es legjobb játékok közé sorolta. A Playdead következő címe, az Inside, 2016-ban került piacra, és számos olyan témát felidézett, amelyeket korábban a Limbo mutatott be.

## Játékmenet
A játékos irányítja a fiút a játék során. Ahogy az a legtöbb kétdimenziós platformjátékra jellemző, a fiú képes balra vagy jobbra futni, ugrani, felmászni rövid párkányokra vagy létrákra, valamint tolhat vagy húzhat tárgyakat. A Limbo sötét, szürkeárnyalatos grafikával és minimalista ambient hangokkal rendelkezik, létrehozva egy kísérteties, különös környezetet. A sötét látvány számos halálos meglepetést rejteget, beleértve a környezeti és fizikai veszélyeket, mint például a halálos medvecsapdák az erdő talaján vagy az árnyékban megbúvó veszélyes szörnyek. A veszélyek között szerepelnek izzó férgek is, amelyek a fiú fejéhez tapadnak, és kényszerítik őt egy irányba haladni, amíg el nem pusztulnak.
A játék második felében mechanikus fejtörők és csapdák szerepelnek, amelyek gépek, elektromágnesek és gravitáció segítségével működnek. Ezek közül sok csak akkor válik láthatóvá, amikor aktiválódnak, gyakran a fiú halálával járva. A játékos bármikor újraindíthatja az utolsó ellenőrzőpontot, és nincs korlátozva abban, hogy ezt hány alkalommal teheti meg. Néhány csapda elkerülhető, és később a játék során felhasználható. Például egy medvecsapdát egy állat holttestére helyeznek, amelyet egy kötél végére akasztanak. A fiú a kötelet felhasználva lehúzza a holttestet, majd lehetővé teszi, hogy az ág és a kötél felfelé húzódjon, így lehetőséget adva a fiúnak, hogy elérjen egy párkányt, amely egyébként elérhetetlen lenne. Mivel a játékos valószínűleg többször meghal, mielőtt minden rejtvényt megoldana és befejezné a játékot, a fejlesztők a Limbót "próbálkozás és halál" játéknak nevezik. Néhány halálesetet animált képek mutatnak, például a fiú szétszakítását vagy lefejezését, bár néhány platformon az opcionális vérzéscsillapító sötétítőként működik, ahelyett, hogy megmutatná ezeket a jeleneteket.  A játékban elért eredmények közé tartozik a rejtett rovartojások felfedezése és az öt vagy kevesebb halállal történő befejezés.

## Cselekmény
A Limbo főszereplője egy névtelen fiú, aki húgát keresi, és egy erdő közepén ébred fel, ahol „a pokol szélén” található (a játék címe a latin limbus szóból ered, ami „szél”-et jelent), és egy óriási pókkal találkozik, aki megpróbálja megölni. Miután sikerült levágnia az éles pontokat a pók lábainak felén, az tovább húzódik az erdőbe, ahol a fiú áthalad. Később azonban hálóba kerül, és gubóba fonják. Miután kiszabadította magát, más fiúk kolóniájával találkozik, akik aktívan próbálják megölni különböző csapdákkal, méregdíszekkel és kövekkel; később áldozatul esnek a póknak, akit a fiúnak végül sikerül rövid hajsza után legyőznie.  Útja során egy ponton találkozik egy női karakterrel, akitől azt gondolja, hogy a nővére lehet, de nem éri el. Az erdő végül átadja helyét egy omladozó városi környezetnek, majd az ipari és elárasztott környezetnek. Az utolsó feladvány befejezésekor a fiút egy üvegtáblán keresztül visszadobják az erdőbe a kezdetektől. Miután felébred, sétál egy kis utat, mígnem újra találkozik a lánnyal, aki megriadt közeledésétől. Ezen a ponton a képernyő elsötétül, és a játék hirtelen véget ér. 

## Fejlesztés

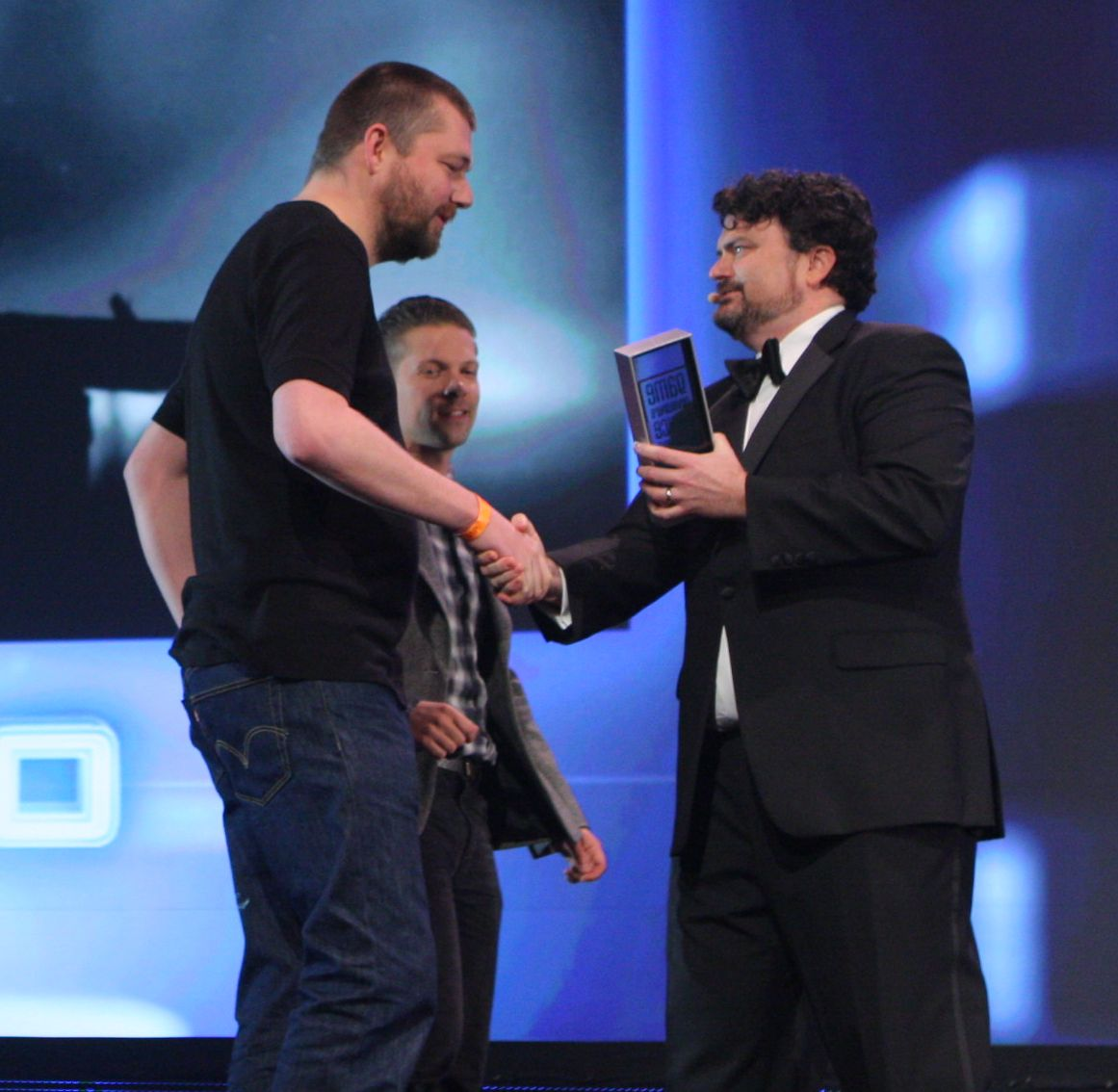
Arnt Jensen, a Playdead játékigazgatója (balra) és Morten Bramsen művész (hátul) megkapja a "Legjobb vizuális művészet" díjat Tim Schafertől a Limboért a 2011-es Game Developers Choice Awards-on.

A Limbo ötlete a Playdead társalapítója, Dino Patti, és a vezető tervező, Jeppe Carlsen szerint a Playdead játékigazgatója, Arnt Jensen fejéből pattant ki, körülbelül 2004-ben. Ebben az időszakban, mint az IO Interactive koncepcióművésze, Jensen elégedetlenné vált a vállalat egyre inkább vállalati jellegével. Egy "hangulatkép" keretében vázolta fel egy "titkos helyet", hogy ihletet merítsen, és a végeredmény, ami hasonló a végleges játék hátteréhez, ösztönözte Jensent arra, hogy ezt továbbfejlessze. Jensen 2004-ben kezdetben egyedül próbálta meg programozni a játékot Visual Basicben, de hamar rájött, hogy szüksége van segítségre, és 2006-ra egy művészeti stílusú előzetest készített a projekt számára. A trailer eredetileg csak arra szolgált, hogy toborozzon programozókat a segítségére, de a videó nagy érdeklődést váltott ki a projekt iránt az interneten, aminek következtében találkozott Pattival, aki szintén elégedetlen volt a munkájával. Az együttműködésük vezetett a Playdead alapításához. Bár Patti az első néhány hónapban segédkezett a programozásban, hamar felismerte, hogy a projekt túl nagy, és Patti az üzleti tervezést fókuszálva hozzájárult a játék kiterjesztett fejlesztéséhez.
A kezdeti fejlesztést Jensen és Patti személyes finanszírozással végezték, dán állami támogatásokat is felhasználva, ideértve a Nordic Game Program támogatását is, míg a fejlesztés későbbi szakaszában nagybefektetőket kerestek. Jensen és Patti szándékosan elkerülték a nagy kiadókkal való kötelező kapcsolatokat, inkább megtartva a teljes kreatív irányítást a játék fejlesztése során. Kezdetben Jensen az ingyenes Microsoft Windows verzióját tervezte a Limbo kiadására, de később Jensen és Patti úgy döntött, hogy kiskereskedelmi változatot készítenek a játékból.
A Playdead úgy döntött, hogy figyelmen kívül hagyja a befektetők és a kritikusok külső tanácsait a fejlesztés során, beleértve többjátékos mód és állítható nehézségi szintek hozzáadását, valamint a játék időtartamának növelését. Patti szerint a Playdead úgy érezte, hogy ezek a változtatások sértik Jensen eredeti elképzelésének integritását. Patti azt is észrevette, hogy a befektetők "hasznos ismeretek és tisztelet nélkül próbálták irányítani a céget", és arra hivatkozott, hogy miután a Microsoft kifejezte aggodalmát a fiú halála miatt, "egy befektető azt javasolta, hogy adjunk bajuszt, hogy idősebbnek tűnjön". A játék több iterációjának át kellett mennie a éves fejlesztési ciklus során, beleértve a Jensen által kért változtatásokat is a cím finomítása érdekében, néhány elemet pedig a játék megjelenése előtt két hónappal adtak hozzá. Patti kijelentette, hogy a saját tartalmuk "70%-át elvetették", mivel az nem illeszkedett jól a játék kontextusához. Az alapvető fejlesztői csapat körülbelül 8 fejlesztőből állt, idővel pedig 16-ra bővült szabadúszókkal. A Playdead a Limbo tervezőeszközeit a Visual Studio-ban fejlesztette ki; Patti megjegyezte, hogy a következő projektjükhöz valószínűleg harmadik féltől származó alkalmazásokat fognak használni, figyelembe véve a saját technológia létrehozásával járó kihívásokat. Patti később elárulta, hogy a következő projektjükhöz a Unity motort választották, azt mondva, hogy a Limbo egyedi motorját „kettős termékként, motorral és játékkal is ellátják”, és hogy a Limbo motorjuk monokromatikus látványra korlátozódik.

### Történet, művészeti és zenei rendezés
A játék kezdetétől fogva Jensen három fő célt tűzött ki a Limbo végső terméke számára. Az első cél a sajátos hangulat és művészeti stílus megteremtése volt. Jensen azt kívánta létrehozni, hogy a játék esztétikája ne támaszkodjon rendkívül részletes háromdimenziós modellekre, hanem inkább a minimalista stílus felé irányuljon, lehetővé téve ezzel a fejlesztés számára, hogy a játékmenetre összpontosítson. Jensen második célja az volt, hogy a normál bal-jobb mozgásvezérlőkön kívül csak két további vezérlőelemre legyen szükség - ugrásra és megragadásra - annak érdekében, hogy a játék könnyen játszható legyen. Végül a kész játék célja az volt, hogy ne tartalmazzon oktató szöveget a játékosoknak, és hogy a játékosoknak saját maguknak kellett megtanulniuk a játék mechanikáját. A játék szándékosan készült úgy, hogy elkerülje a tartalom részleteinek kiszivárgását; a cég egyetlen szlogenje ez volt: "Bizonytalan a nővére sorsa, egy fiú belép Limbóba." Ezt választották, hogy a játékosoknak lehetőségük legyen saját maguknak értelmezni a játék jelentését.
A Limbo néhány aspektusa Jensen saját múltjából ered, mint például az erdős területek, amelyek hasonlítottak azokhoz a farm körüli erdőkhöz, ahol felnőtt, és a pók, amely Jensen arachnofóbiájából származik. Jensen filmes műfajokból is ihletet merített, beleértve a film noir alkotásokat is, hogy meghatározza a játék művészeti stílusát; a csapat grafikusa, Morten Bramsen nevéhez fűződik ennek a művészeti stílusnak az újrateremtése. A játék folyamatának jelentős részét a fejlesztés korai szakaszában rögzítették, például a fiú találkozása pókokkal és elmekontrolláló férgekkel, valamint az erdőből a városba, majd az absztrakt környezetbe történő átmenet. A fejlesztés előrehaladtával az eredeti ötletek egy része túl bonyolulttá vált a kis csapat számára. A történetvonal is változott; eredetileg a pókszekvenciák a játék vége felé voltak tervezve, de később az első részbe kerültek. Utólag visszatekintve Jensen tisztában volt azzal, hogy a játék első fele több forgatókönyv szerinti eseményt és találkozót tartalmazott, míg a játék második fele magányosabb és rejtélyesebb volt; Jensen ezt a felügyelet hiányának tulajdonította a fejlesztés utolsó szakaszaiban. Jensen szándékosan nyitott befejezéssel hagyta el a játékot, bár egy konkrét értelmezéssel csak ő rendelkezett, bár a játék megjelenése után megjegyezte, hogy néhány játékos fórumokon olyan állásfoglalásokat javasolt, amelyek "ijesztően közel állnak" az elképzeléseihez.
A játék hangjait Martin Stig Andersen készítette, aki az Aarhusi Királyi Zeneakadémián szerzett diplomát. Andersen szakterülete az akusztikus zene volt, amely a nem hagyományos zene területére esik, és olyan generált hangokból áll, amelyeknek nincs látható vizuális forrása. Andersen vonzódott ahhoz, hogy a fiú karakterének megnyilvánulásain dolgozzon Jensennel együtt, miután látta az első előzetest; Andersen korai vizuális munkáját akuszmatikus zenéhez hasonlította: "van benne valami felismerhető és valósághű, de ugyanakkor elvont". Andersen azon fáradozott, hogy akusztikus zenét hozzon létre, kizárólag a játék környezetének hanghatásait felhasználva. Két példa a romos neon "HOTEL" feliratnál hallható elektromos zajok és a szél hangjának elnyomása, amikor a pók közeledik a fiúhoz az erdőben. Andersen kerülte a könnyen felismerhető hangok használatát, és szükség esetén eltorzította azokat, hogy a játékosok maguk értelmezhessék a hangok jelentését. Andersen a játék legtöbb hangját több "szemcén" keresztül hozta létre, ezzel lehetővé téve, hogy finomhangolja a lejátszást, és jobb visszajelzést adjon a játékosnak anélkül, hogy ismétlődő hangokat generálna. Például a fiú lábujjainak és sarkainak különféle hangokat használtak, amikor érintkeznek a talajjal, így valósághűbb hangokat teremtve a mozgáshoz. Bár sok kritika állította, hogy a Limbo-ban nincs zene, Andersen ellenzi ezt, és hangsúlyozza, hogy a hangtervezésének segítségével érzelmeket kíván kiváltani. Az akusztikus zene célja az volt, hogy teret adjon a játékosok saját értelmezésének, ugyanúgy, mint a játék művészete és története. Andersen rámutatott, hogy ez segít a játékba való elmerülésben, mivel nem próbálja meg szabályozni az érzelmi tónust; "Ha [a játékosok] félnek, az valószínűleg jobban megijeszti őket, amikor nincs zene, ami megfogná őket és elmondhatná nekik, hogyan érezzék magukat." A rajongók kérésére a Playdead 2011. július 11-én kiadta a játék soundtrackjét az iTunes Store-ban. 

### Játékmenet iránya
A játékmenet volt a második elem, amelyet a játékhoz készítettek, követve a Jensen által tervezett grafikát. A játékmenetet kezdetleges grafikai elemek felhasználásával alkották meg, majd finomították, hogy meghatározzák, milyen típusú rejtvényeket kívánnak elérni, figyelembe véve, hogy ezeket az elemeket hogyan mutatják be a kiadott verzióban. A Limbo-t úgy tervezték, hogy elkerülje a főbb játékok buktatóit, ahol ugyanazt a játékmechanikát többször is felhasználják. Carlsen, akit eredetileg az egyéni játékmotor programozójaként vettek fel, a vezető tervezővé avanzsált, miután a Playdead rájött, hogy képes rejtvényeket készíteni. Carlsen kijelentette, hogy a Limbo-ban található rejtvényeket úgy tervezték, hogy "végig találgassanak". Jensen azt is szerette volna, hogy a feladványok a környezet természetes részének érezzék magukat, és elkerülje azt az érzést, hogy a játékos a játék során egyszerűen fejtörőről rejtvényre halad. Carlsen más játékokból származó példákat hozott fel, amelyeket el szeretett volna kerülni. Célja az volt, hogy elkerülje az egyszerű, nem kielégítő megoldásokat, mint például az Uncharted 2: Among Thieves egyik rejtvénye, amely egyszerűen arról szólt, hogy elmozdítsa a napsütötte tükröt a szoba meghatározott pontjaira. Carlsen a sok különálló részből álló feladványok bonyolultságát kereste el, mivel nem akarta, hogy a játékosok próbálkozással jussanak a megoldáshoz, és végül úgy találják ki a megoldást, hogy nem gondolják át, miért is működik a megoldás; Carlsen egy példát említett a 2008-as Prince of Persia játék egyik rejtvényére, amely hét különböző mechanikát tartalmazott, amelyeket soha nem lehetett volna kitalálni. Carlsen úgy tervezte a Limbo-t, hogy ezek közé a határok közé essen, bemutatva egy rejtvényt, amely csak három elemet tartalmaz: egy kapcsolópanel, egy elektromos padló és egy lánc; a cél – a lánc segítségével átkelni az elektromos padlón – azonnal nyilvánvaló a játékos számára, majd megbízza a játékost, hogy határozza meg a mozdulatok és az időzítés megfelelő kombinációját a biztonságos teljesítéshez. Gyakran el kellett távolítaniuk az elemeket, hogy élvezetesebbé és könnyebben kitalálhatóvá tegyék a rejtvényeket. Az a döntés, hogy kevés információt adnak a játékosnak, kezdeti kihívást jelentett a játék létrehozása során. A kezdeti, körülbelül 150 játéktesztelőből álló csapatból többen semmit sem tudtak bizonyos rejtvények megoldásáról. Ennek javítása érdekében forgatókönyveket készítettek a problémás helyek előtt, kiemelve a megfelelő lépéseket; például, amikor azt találták, hogy a játékosok nem gondolnak arra, hogy egy csónakot a partra húzzanak, hogy platformként használják egy magasabb párkányra, korábban egy dobozhúzó rejtvényt adtak a játékosnak a húzás mechanikájának bemutatására. 
A csapat úgy tervezte a játék rejtvényeit, hogy kezdetben feltételezték, hogy a játékos a "saját legrosszabb ellensége", és olyan rendkívül nehéz rejtvényeket alkottak, majd fokozatosan csökkentették a nehézségi szintet, vagy hozzáadtak vizuális és hangos segítségeket, mintha a játékos egy barátjuk lenne. Carlsen egyik példája egy olyan rejtvény, amely egy pókot tartalmaz a játék elején; a megoldáshoz egy medvecsapdát kell tolni, hogy a pók lábait belefogja. A rejtvény korai terveinél a medvecsapda ugyanazon a képernyőn volt, mint a pók, és a Playdead úgy találta, hogy a játéktesztelők túlságosan a csapdára összpontosítottak. A fejlesztők átalakították a rejtvényt, hogy a csapdát egy korábbi, képernyőn kívüli részbe helyezték, amikor a pók felé néz; a pók cselekedetei miatt a csapda végül a földre esik, és fegyverré válik a pók ellen. Carlsen kijelentette, hogy ez az elrendezés olyan helyzetet teremtett, amikor a játékos tehetetlennek érezte magát, amikor először bemutatták neki a halálos pókot, de aztán hangjelzéssel segítette a játékost, amikor a csapda leesett, lehetővé téve a játékos számára, hogy felfedezze a megoldást.
A játék fejlesztése során három évig egy teljes munkaidős animátor dolgozott a fiú animációinak kidolgozásán, ideértve azokat az animációkat is, amelyek előre jelzik a játékos akcióit vagy eseményeit a játékban, például a kocsi fogantyújának kinyújtását, amikor a játékos a fiút közelíti. Jensen ezt kiemelten fontosnak tartotta, mivel a karakter mindig a játékos képernyőjének középpontjában volt, és ez volt a legfontosabb elem, amit figyelemmel kellett kísérni. A Playdead belefoglalta borzongató halálszekvenciákat, hogy hangsúlyozza a helytelen megoldásokat, és eltántorítsa a játékosokat attól, hogy megismételjék hibáikat. Bár számítottak arra, hogy a játékosok többször is halálba küldik a fiút, miközben különböző megoldásokat próbálnak ki, Carlsen kijelentette, hogy céljuk az volt, hogy a halál ne legyen büntetés a játékban, és a halál animációit szórakoztatóvá tették, hogy felkeltse a játékos érdeklődését. Carlsen megjegyezte, hogy számos korai feladvány túl bonyolult volt a játékhoz, de végül ezekből a nagyobb rejtvényekből néhányat felhasználtak a végső kiadásban.

## Kiadási előzmények
A Limbo-t 2010. július 21-én adta ki a Microsoft Game Studios az Xbox Live Arcade szolgáltatásban, az éves „Summer of Arcade” promóció első címeként.
 Bár az Entertainment Software Rating Board (ESRB) felsorolta a Limbo bejegyzéseit PlayStation 3 és Microsoft Windows platformokra, a Playdead megerősítette, hogy ez tévedés az ESRB részéről, és nem tervezik a játékot ezeken a rendszereken. Patti később kifejtette, hogy eredetileg az Xbox 360-as verzió mellett Windows és PlayStation 3 verziókat is terveztek, de lehetőségeiket áttekintve úgy döntöttek, hogy az Xbox 360 exkluzivitását választják, részben úgy, hogy "a Microsoft kiváló lehetőséget biztosított számunkra, ami sok mindent tartalmazott a cím támogatását, ami végül jobb láthatóságot jelentene Limbo számára." Mads Wibroe producer szerint az a döntésük, hogy nem adják ki a Windows platformra, az volt, hogy elkerüljék a szoftverkalózkodással kapcsolatos problémákat, amit az Xbox 360-on ellenőrizni tudtak. Patti kijelentette, hogy az Xbox platform exkluzív maradása biztosítékot jelent arra, hogy megtérüljenek a játék fejlesztésébe fektetett befektetéseik. A Sony Computer Entertainment ügyvezetője, Pete Smith később kijelentette, hogy miközben megpróbáltak versenyezni a Microsofttal a Limbo kizárólagosságáért, a Playdead megtagadta, hogy az üzlet részeként átadja szellemi tulajdonát a Sonynak. Patti megerősítette, hogy a Limbo nem fog megjelenni másik konzolra, de a következő, 2010 októberében már fejlesztés alatt álló játékuk szélesebb körben is megjelenhet.
2011 júniusában azonban a felhasználók azt tapasztalták, hogy a Limbo előzetese megjelent a Steam szoftverszolgáltatáson, amit a videojáték-kiadványok, például a PC Gamer a Microsoft Windows-verzió megjelenésének előzetes jelének tekintettek. Hasonlóképpen, egy lehetséges PlayStation 3 verziót terveztek a Korea Media Rating Board-on 2011 júniusában megjelent cím alapján. 2011. június 30-án a Playdead bejelentette a játék portját a PlayStation 3-ra a PlayStation Networkön keresztül, és a Microsoft Windowsra a Steamen keresztül, később 2011. július 19-re, illetve augusztus 2-ra.  Patti kifejtette, hogy a korábbi Xbox 360 exkluzív megközelítésükhöz képest azért változott meg a véleményük, mert "azt akarjuk, hogy minél többen játsszák a játékainkat". A megjelenést közel egy évvel az Xbox 360-as verzió eredeti megjelenése után, a játék Xbox 360-ra vonatkozó kizárólagossági jogainak lejárta után tűzték ki. Patti szerint a játék PlayStation 3-as és Windows-os verziója is tartalmaz további titkos tartalmakat; nem ismert, hogy ez a tartalom az Xbox 360-as verzióhoz lesz-e javítva. A Playdead azóta 2011 decemberében közzétette a játék Mac OS X verzióját a Mac App Store-on keresztül, teljesítve ígéretét, hogy 2011 vége előtt kiadja a játékot; bár addigra a Mac Steam verziót is ki akarták adni, ezt a verziót végül 2012. január közepére halasztották.  A játék linuxos verziója, amely a CodeWeavers által készített Wine -bekapszulázott csomagon alapul, a Humble Indie Bundle V jótékonysági értékesítési eseményen mutatkozott be 2012 májusában.  Később, 2014. június 19-én megjelent a Linux natív portja, Ryan C. Gordon portás pedig áthozta a Wwise audio köztes szoftvert, amely korábban megakadályozta a natív port lehetőségét. A játék PlayStation Vita verzióját a Playdead fejlesztette ki a brit Double Eleven stúdió közreműködésével, és 2013 júniusában adták ki. A Vita verzió nem használja a kéziszámítógép touchpad funkcióit; Patti kijelentette, hogy "egyáltalán nem érezték, hogy ez megfelelne Limbónak", és a játék "eredeti élményét" akarták biztosítani a Vita játékosainak. A Vita verzió Cross-play támogatással rendelkezik a PlayStation 3 verzióval, így a felhasználó egyszer megvásárolhatja a játékot, hogy bármelyik platformon játszhasson. A játék iOS verzióját nem sokkal a megjelenése előtt, 2013 júliusában jelentették be, és az volt a célja, hogy optimalizálja a játékot az érintőképernyős eszközökön való használatra.
2011 áprilisában megjelent a Limbo Xbox 360 kiskereskedelmi forgalmazása, valamint más független játékok, a Trials HD és a 'Splosion Man.  A Playdead elkezdte árulni a Limbo "Special Edition" fizikai példányát Microsoft Windowsra és Mac OS X-re, amely művészkártyákat, a játék hangsávját és anaglif sztereoszkópikus szemüveget tartalmazott, amelyek a játék egy speciális verziójával szimulálnak három dimenzió. A címet később az Xbox One konzolra vitték, és 2014 decemberében adták ki, a konzol korai alkalmazói pedig ingyen kapták meg a címet; A Microsoft Phil Spencer a címet "játszani kell" játéknak nevezte, ami befolyásolta azon döntésüket, hogy a játékot a legtöbb korai alkalmazónak adják. Az Xbox 360 verzió 2016 novemberében került fel az Xbox One visszafelé kompatibilitási listájára. A játék PlayStation 4-es verziója 2015 februárjában jelent meg.
2017 szeptemberében az 505 Games kiadta a Limbo-t a Playdead következő címével, az Inside-vel együtt, mint kétjátékos kiskereskedelmi csomag Xbox One-ra és PlayStation 4-re.  A Limbo egy verziója 2018. június 28-án jelent meg Nintendo Switch-en.

## Fogadtatás
| Összegzőoldal | Értékelés                                                                            |
| ------------- | ------------------------------------------------------------------------------------ |
| Metacritic    | X360: 90/100 PS3: 90/100 PC: 88/100 VITA: 89/100 iOS: 89/100 XONE: 85/100 NS: 83/100 |

| Szerző        | Értékelés |
| ------------- | --------- |
| 1Up.com       | B         |
| Edge          | 9/10      |
| Eurogamer     | 9/10      |
| G4            | 5/5       |
| Game Informer | 9/10      |
| GameSpot      | 9/10      |
| GameSpy       | 5/5       |
| IGN           | 9/10      |
| PALGN         | 9.5/10    |
| TouchArcade   | [ 53 ]    |

A Limbo Xbox 360-on megjelent első kiadása elnyerte a videojáték-kritikusok és újságírók elismerését; a játék PlayStation 3 és Microsoft Windows platformokra való későbbi kiadása hasonló dicséretet kapott, a Metacritic összesített pontszáma 90/100, illetve 88/100 volt, szemben az Xbox 360-as verzió 90/100-as értékével. Néhány újságíró a Limbót összehasonlította a korábbi minimalista platformjátékokkal, mint például az Another World, a Flashback, a Heart of Darkness, az Oddworld: Abe's Oddysee, az Ico, a Portal és a Braid.     A vélemények következetesen megjegyezték a Limbo rövid játékidejét magas ára miatt: 2-5 óra játékidőért 15 eurót vagy 15 amerikai dollárt kellett fizetni. A kritikusok szerint ez a hosszúság-ár arány a játék legnagyobb hátránya, és elrettentő lehet a potenciális vásárlók számára.  Néhány újságíró azonban azt állította, hogy a játék hossza ideális volt; a Daily Telegraph Tom Hoggins szerint a rövid játék "tökéletesen megformált futási idővel" rendelkezik, míg Daemon Hatfield, az IGN-től úgy nyilatkozott, hogy "jobb, ha egy játék többre vágyik, mintsem túlszárnyalja a fogadtatást." Számos független játékfejlesztő egy szervezett "A méret nem számít" kezdeményezéssel kommentálta a Limbo ár-érték arányára adott kritikus választ. A független fejlesztők megkérdőjelezték ennek az aránynak a számszerűsítésének szükségességét, és megjegyezték, hogy úgy tűnik, csak a videojátékok megítélésében használják, és nem a szórakoztatás egyéb formáit, például a filmeket.
A Limbo-t általában dicsérték a rejtvénytervezésért és a kezelőszervei egyszerűségéért. Jake Gaskillt, a G4 TV-t lenyűgözte a két egyszerű műveleten alapuló feladványok összetettsége, amelyek a LittleBigPlanet-hez hasonló tárgyakon való ugráláson és megfogáson alapulnak, és különféle elemekkel biztosítják, hogy "mindig valami újjal és kihívással kell szembenézned" a játék során. A Game Informer ' Matt Miller megjegyezte, hogy a Limbo sikeréhez hozzátartozik az is, hogy "ezek [rejtvények] mindegyike egyedül áll"; A játék ezt Miller véleménye szerint úgy éri el, hogy a játék során az elemeket variálja, és megakadályozza, hogy a játékos túlságosan hozzászokjon a hasonló megoldásokhoz, mivel "minden változik". A GameSpy munkatársa, Ryan Scott úgy vélte, hogy a játék képessé tette a játékost arra, hogy saját maga dolgozzon a megoldásokon, és a kirakós dizájn „elegáns egyszerűségével azt kínálja, ami értelmes lehetőségek világának tűnik”. A halálozás gyakoriságát nem tekintették a játéktól való elvonó tényezőnek; nem csak a halálozást tartották szükségesnek a tanulás és az egyes akadályok leküzdésének részeként, de a kritikusok úgy találták, hogy az ellenőrző pontok, ahol a játékos újrakezdhetett, bőséges volt a játék során. Will Freeman, a The Guardian munkatársa dicsérte a játékot, de megjegyezte, hogy a Limbo ' „füstjén és tükrein” túl a játékot „aláássa az innovatív játékmenet hiánya a címből”, amit elmondása szerint a korábbi platformjátékokban is láthattunk.

### Bemutatás
A bírálók által a Limbo grafikus és hangos bemutatását kivételes és erőteljes elemekként értékelték. A monokróm megközelítést filmszemcseszűrővel, fókuszálási technikákkal és világítással párosítva a film noirral és a némafilmek álomszerű tablóival is összehasonlították, lehetővé téve, hogy a játék vizuális elemei átvegyék a történet súlyát.  Cian Hassett, a PALGN munkatársa a játékot egy régimódi filmvetítőn keresztüli nézéshez hasonlította, amely "az egyik legnyugtalanítóbb és legborzasztóbb környezetet" teremti meg a videojátékokban. Garrett Martin, a Boston Herald munkatársa a művészeti stílust és a játéktervezési döntéseket a német expresszionizmushoz hasonlította „álomszerű szintekkel, amelyek váratlan szögekben csavarodnak és forognak”. Magát a művészeti stílust minimalistaként dicsérték, és Lotte Reiniger, Edward Gorey, Fritz Lang és Tim Burton művészetére emlékeztették. A téves irányítást a látványban is dicsérték, például sziluettek használatával, hogy elkerüljék a karakterek vagy az árnyékok valódi természetének felfedését, vagy emberi alakok megjelenítése a szakadékon keresztül, akik eltűnnek, miután a játékos áthaladt a szakadékon.
A véleményezők kritikusnak találták a játékon belüli hanghatásokat, és úgy vélték, hogy ezek kulcsfontosságúak a játék atmoszférájának kialakításában. Sam Machkovech, a The Atlantic számára író, a hangzást "sokkal színesebb és organikusabb" jelzővel írta le, mint amennyire az elmosódott megjelenés alapján gondolnánk. Az Edge magazin áttekintése megjegyezte, hogy a néhány háttérzaj alig járul hozzá a Limbo hangulatához, míg a fiú karakter mozgatásából eredő hanghatások "kísérteties tisztaságot mutatnak be, anélkül, hogy egy hagyományos hangsáv fedné fel azokat".
A Limbo-t értékelve az IGN Hatfieldje úgy zárta le az áttekintését, hogy "Nagyon kevés játék olyan eredeti, hangulatos és következetesen zseniális, mint a Limbo". Chad Sapeiha, a The Globe and Mail munkatársa, az atmoszférával kapcsolatosan úgy összegezte a véleményét, mint "intenzíven ijesztő, furcsán szép és azonnal letartóztató esztétika". Állítólag a Limbo az első olyan játék, amely a horror-fiction műfajt és a platformjátékokat ötvözi. A játékot vizuális és hangzási elemei révén művészeti játéknak tekintik.

### Cselekmény
A játék története és vége számos értelmezésre nyitva áll; a Playdead szándékosan homályosan hagyta a végét és nem adott rá egyértelmű választ. Összehasonlították más nyitott végű könyvekkel, filmekkel és videojátékokkal, ahol a néző maga értelmezheti, amit olvasott vagy látott. Néhány értelmezés arra utalt, hogy a játék a Limbo vagy a purgatórium vallásos jellegét képviseli, mivel a fiú karakter csak akkor fejezi be az utat, hogy ugyanott érjen véget, ahol elkezdte, és megismétli ugyanazt az utat, amikor a játékos új játékba kezd. Mások azt gondolják, hogy a játék a fiú utazását ábrázolja a pokolon keresztül, hogy elérje a mennyországot, vagy hogy lezárja nővére halálát. Egy másik elmélet szerint vagy a fiú, vagy a nővére, vagy mindkettejük meghalt. Néhány elmélet megpróbálta beépíteni a játék részleteit, például a helyzet változását, amikor a fiú végigjárja a játékot, ami arra utal, hogy az ember gyermekből felnőtté válik, vagy a hasonlóságokat és különbségeket a játék utolsó képernyője között, ahol a fiú találkozik egy lánnyal, és a főmenü, ahol emberi maradványok állnak a helyükön.
A közvetlen narratíva hiánya, például a jelenetek vagy a játékon belüli szövegek hiánya vegyes fogadtatást kapott a kritikusoktól. John Teti, az Eurogamer véleménye szerint a játék alaptörténetét a „társkeresés történetének” metaforájaként értékelte, és az emberi karakterekkel való néhány találkozását „érzelmi próbakőként” említette, amely előremozdította a történetet; végül Teti megállapította, hogy ezek az elemek teszik a Limbo-t „olyan játékká, amelyben nagyon kevés ember van, de több emberiség van”. Hatfield méltatta a játék történetének egyszerűségét, megjegyezve, hogy "szöveg, párbeszéd és magyarázat nélkül egyszerűbben tudja közölni a körülményeket és az ok-okozati összefüggéseket a játékossal, mint a legtöbb játék". Teti és Hatfield is felismerte, hogy a sztorielemek egy része gyengébb volt a játék második felében, amikor szinte nincsenek emberi karakterek, akikkel a játékos kapcsolatba kerülne, de a játék váratlan kinyilatkoztatással zárul. A GameSpot játékosa, Tom McShae, nem talált problémát a játékban, amikor kérdéseket tett fel a "halál versus élet és valóság kontra álom" témában, de szándékosan nem adott rájuk választ, lehetővé téve a játékosnak, hogy ezeken önállóan gondolkodjon. McShae megjegyezte, hogy a fiú rövid, de hátborzongató haláljelenetei hozzájárultak ahhoz, hogy létrehozzanak egy "érzelmi közvetlenséget, amelyet nehéz elfelejteni". A New York Daily News ' Horvath kritikusa szerint a Limbo "a nyilvánvaló narratíva hiányát a videojátékok egyik leglenyűgözőbb rejtvényévé változtatja".
Nem minden kritikusnak tetszett a Limbo történetének hiánya vagy annak bemutatása. Justin Haywald (1UP.com) kritizálta a narratíva hiányát, és úgy érezte, hogy a játék nem tudta kellőképpen magyarázni a felállított csapdák célt vagy a játék világának működésének indokait. Véleménye szerint az utolsó fejezet "jobban zavarta, mint amikor [ő] kezdődött". Haywald összehasonlította a Limbót a Braiddel, egy hasonló platformjátékkal, amely minimalista elemeket használ, hogy a játékosnak metaforikus történetet közvetítsen játékon belüli szövegen keresztül. Roger Hargreaves, a Metro munkatársa kijelentette, hogy a játéknak "nagyon kevés bizonyítéka van arra, hogy a [Playdead] valóban tudta, hová megy a játékkal". Hargreaves a második félidőre utalt, amikor a játékos egy gyári környezetben utazik, és úgy érezte, hogy a játék inkább hasonlít egy tipikus kétdimenziós platformjátékhoz, ami antiklimatikus befejezéshez vezetett. Ezt összehasonlította az első fele borzalmasabb elemeivel, mint például a gyerekek holttesteivel való találkozás, amelyeket a rejtvényfejtés részeként kellett használnia.

### Eladások és elismerések

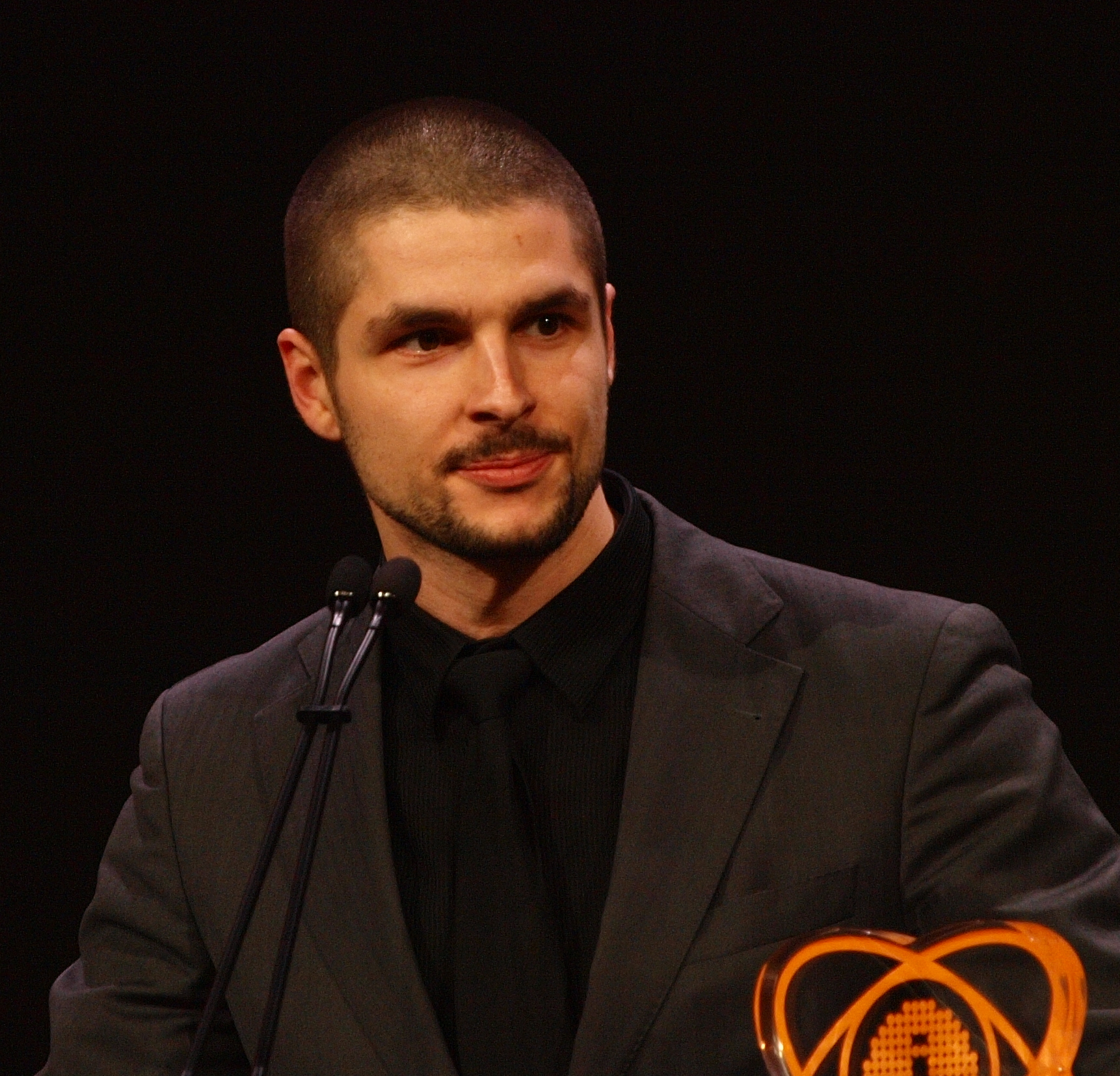
A Playdead társalapítója és a Limbo fejlesztője, Dino Patti, átveszi az Independent Games Festival egyik díját a 2010-es Game Developers Conference- en

Megjelenése előtt a Limbo elnyerte a "Technical Excellence" és az "Excellence in Visual Art" díjakat a Független Játékok Fesztiválján a 2010-es játékfejlesztői konferencián. A 2010-es E3 előtt, körülbelül egy hónappal a megjelenés előtt, a Limbo elnyerte a GameSpot "Legjobb letölthető játék" díját, és több más díjra is jelölték, beleértve az IGN "Legjobb platformer" díját, a G4 TV "Legeredetibb játék" díját, valamint a GameSpot "Legjobb kirakós játéka" díját. A játék a 2010-es IndieCade fesztivál 32 döntőse közé került, és végül elnyerte a "Sound" díjat.
Megjelenését követően a Limbo elnyerte az "Év játéka", a "Legjobb indie játék" és a "Legjobb vizuális művészet" címeket a 2010-es European Milthon Awards díjátadón, amely a Paris Game Show keretében zajlott 2010 szeptemberében. A Game Informer 2010 augusztusában a Limbót választotta a hónap játékának. A Limbo megkapta a "Legjobb Indie Game" díját a 2010-es Spike Video Game Awards-on. A játék a legtöbb jelölést kapta a 11. éves Game Developers Choice Awards-on, hét jelölést, köztük a "Legjobb debütáló játék", az "Innováció" és az "Év játéka" díjat. Végül megnyerte a "Legjobb vizuális alkotás" díjat. A 14. éves Interactive Achievement Awards során a Limbo-t az Interactive Arts & Sciences Akadémia "Az év kalandjátéka" és a "hangtervezés terén elért kiemelkedő teljesítménye" díjjal jutalmazta; jelölést kapott a "Kiemelkedő teljesítmény játékirányban" és a "Kiemelkedő innováció a játékban" kategóriában is.  Az Akadémia Limbót nevezte meg a 2010-es Indie Game Challenge díj nyertesének a "Professzionális" kategóriában, valamint egy 100 000 dolláros nyereményt.  A játékot 2010-ben a legjobb animációs videojátéknak járó Annie-díjra választották. A Limbo a tíz játék egyike lett a 2011-es "Év Játékának" nyilvánosan megszavazott BAFTA Video Game Awards díjában. Ezenkívül a játékot jelölték a bizottság által meghatározott BAFTA-díjra a "Művészi teljesítmény", "Hanghasználat", "Játékmenet" és "Legjobb játék" kategóriában. A független fejlesztésű Limbo bekerülése más nagyobb, kereskedelmileg támogatott játékok közé, mint például az Assassin's Creed: Brotherhood és a Call of Duty: Black Ops a „Legjobb játék” díjra, azt jelzi, hogy a videojáték-ipar elkezdte nagyobb elismerésben részesíteni ezeket a kisebb címeket.
Számos kiadvány, köztük a Time, Wired és a Toronto Sun, a Limbót 2010 tíz legjobb videojátéka közé sorolta. Az IGN a 2010-ben és 2011-ben publikált két listán minden idők harmadik legjobb Xbox Live Arcade címének nevezte, mindkét esetben a Shadow Complex és a Pac Man Championship Edition után.  Az oldalon az a jelenet is szerepelt, amikor a fiú elér egy neon szállodai feliratot, mint a 100 felejthetetlen videojátékos pillanat egyike. A Limbót a Mega64 komikus társulat a 2011-es Game Developers Conference során hamisította meg, majd később a CollegeHumor testvérwebhelye, a Dorkly.
Az Xbox Live Arcade-on való megjelenést követő két héten belül a Limbo több mint 244 000 játékost szerzett a globális ranglistákon – ez a játék teljes eladásának durva mértéke –, ami a korábbi Xbox Live Arcade játékokkal összehasonlítva "hihetetlenül lenyűgöző teljesítménynek" számított, mondta a GamerBytes Ryan Langley. A megjelenést követő egy hónapon belül több mint 300 000 példány kelt el a játékból. 2010. augusztus végére a globális ranglistán szereplő játékosok száma 371 000-re nőtt, meghaladva a többi 2009-ben kiadott Summer of Arcade játék játékosainak számát, és megközelíti a két évvel korábban kiadott Braid játékosainak számát. Langley, aki arra számított, hogy a Limbo 'csökkenni fognak "az ismételhető tartalom hiánya és a szigorúan egyjátékos élmény miatt", úgy vélte, hogy ezek a számok "mindenki várakozását felülmúlták". Phil Spencer, a Microsoft Game Studios alelnöke 2010 szeptemberében kijelentette, hogy a Limbo volt "hosszú távon az első számú Summer of Arcade játékunk", és azt is kifejtette, hogy a Limbo egy elmozdulást jelent a játékosok által kedvelt játéktípusban. Online on-demand játékszolgáltatások; "egyre kevésbé az ikonikus [szellemi tulajdonról], amelyet az emberek ismernek, és ez egyre változatosabb". A Limbo volt a harmadik legtöbbet eladott Xbox Live Arcade játék 2010-ben, 527 000 darabot adtak el, és körülbelül 7,5 millió dollár bevételt produkált. 2011 márciusában a Microsoft a Limbót az Xbox Live-on a 11. legtöbbet eladott játék közé sorolta. A Playdead kijelentette, hogy az Xbox 360 szolgáltatás több mint kétmillió felhasználója végigjátszotta a demót a játék megjelenésének évében.
A fejlesztők bejelentették, hogy 2011 novemberéig több mint 1 millió példányt adtak el a játékból Xbox 360, PlayStation 3 és Microsoft Windows platformokon. 2013 júniusában, közvetlenül az iOS megjelenése előtt, a Playdead bejelentette, hogy a Limbo teljes eladása az összes platformon meghaladta a 3 milliót. A PlayStation 3 verzió volt a legkelendőbb harmadik féltől származó letölthető játék a PlayStation Network szolgáltatáson 2011-ben. A PlayStation 3 verziót a 2012-es PSN Gamers' Choice Awards díjátadón is a "Legjobb független játék"-nak választották. A Limbo Mac OS X verziója 2012-ben elnyerte az Apple Design Award díját.
A Limbo kezdeti finanszírozó, a Nordic Game Program támogatási kérelmei 2010 második felében 50%-kal nőttek, valószínűleg a játék sikerének köszönhetően. A Playdead 2011 augusztusában képes volt visszavásárolni a befektetőktől a Limbo eladásaiból származó bevételek révén. A Playdead következő címe, az Inside, amely először 2016 júniusában jelent meg, vizuálisan és tematikailag hasonlít a Limbo-hoz, és tartalmaz néhány olyan elemet, amelyeket eredetileg a Limbo-ból vágtak ki.

## Fordítás
Ez a szócikk részben vagy egészben  a   Limbo (video game) című angol Wikipédia-szócikk ezen változatának fordításán alapul.  Az eredeti cikk szerkesztőit annak laptörténete sorolja fel. Ez a jelzés csupán a megfogalmazás eredetét és a szerzői jogokat jelzi, nem szolgál a cikkben szereplő információk forrásmegjelöléseként.